# René Léonard

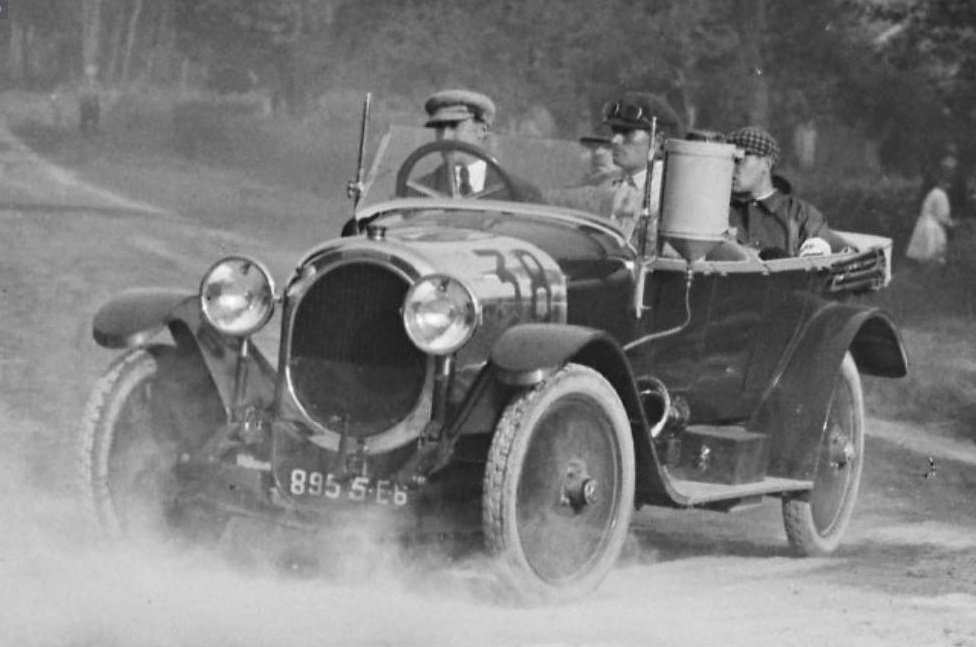
René Léonard pilotando

René Léonard (23 de junho de 1889 – 15 de agosto de 1965) foi um piloto francês que, junto com André Lagache, venceu a corrida inaugural das 24 Horas de Le Mans em 1923. Lagache e Léonard eram engenheiros da empresa automobilística Chenard et Walcker e foram escolhidos para dirigir um dos três veículos inscritos pela empresa na competição. Seu modelo "Sport" terminou com uma margem de quatro voltas sobre outro Chenard et Walcker.
Os dois pilotos dirigiram juntos nos dois anos seguintes, mas não conseguiram terminar nenhuma das vezes. Após sua terceira tentativa em Le Mans, os dois venceram o Spa 24 Hours antes de Chenard et Walcker se retirarem da competição.